# Vélines
Vélines is een gemeente in het Franse departement Dordogne (regio Nouvelle-Aquitaine). De plaats maakt deel uit van het arrondissement Bergerac. Vélines telde op 1 januari 2022 1.058 inwoners.

## Geografie
De oppervlakte van Vélines bedraagt 10,47 km², de bevolkingsdichtheid is 101 inwoners per km²(per 1 januari 2019).
De onderstaande kaart toont de ligging van Vélines met de belangrijkste infrastructuur en aangrenzende gemeenten.

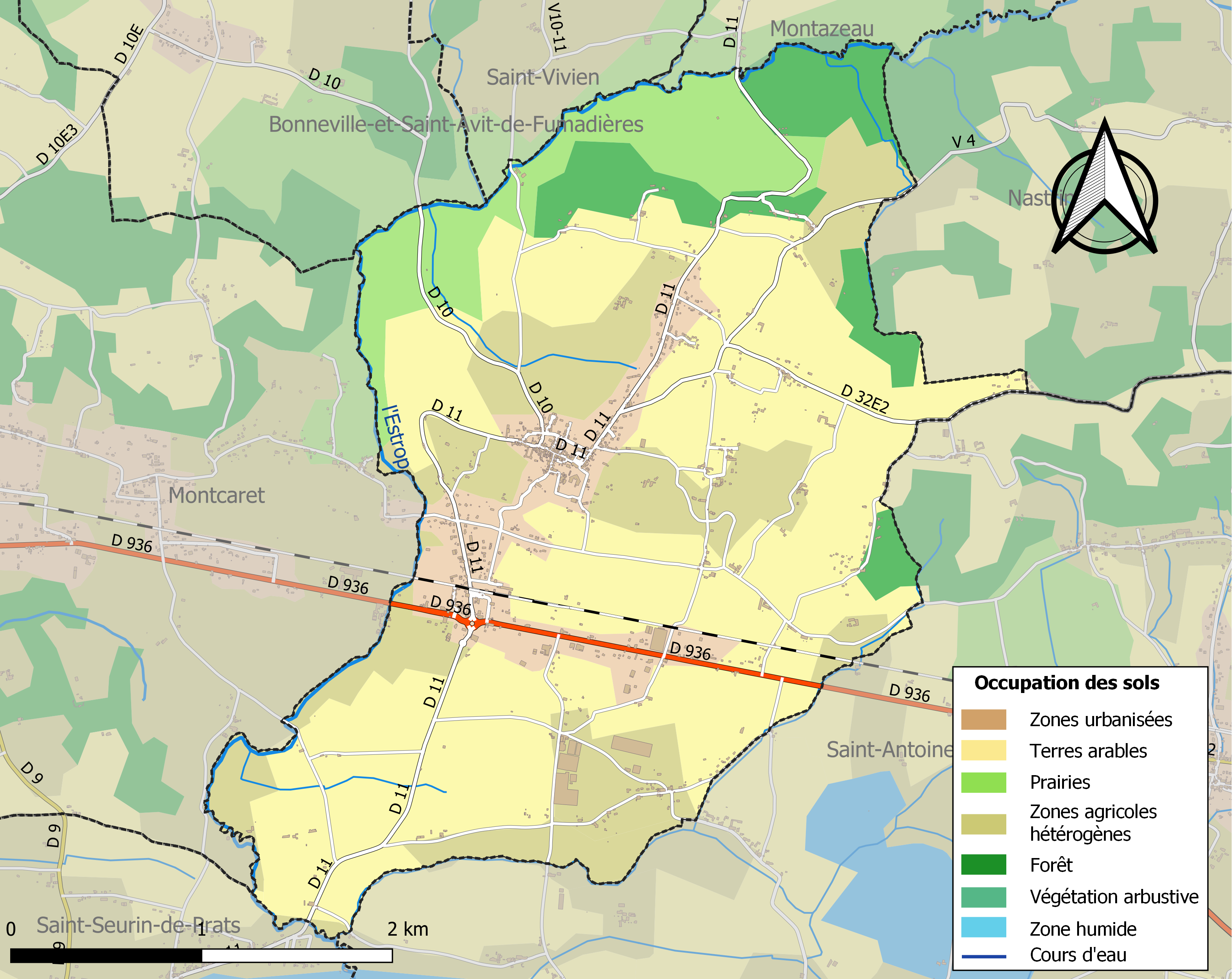

## Verkeer
In de gemeente ligt de spoorweghalte Vélines.

## Demografie
Onderstaande figuur toont het verloop van het inwonertal (bron: INSEE-tellingen).